# Julian With
Julian Samuel With (District Suriname, 16 oktober 1954 – Nieuwegein, 19 juni 2024) was een Surinaams criticus en schrijver, die sinds 1975 in Nederland woonde en werkte.

## Leven en werk
Julian With werd geboren in het district Brokopondo. Hij debuteerde in Suriname met de novelle Ja, ik ben een Marron (1974). In dit boek behandelt hij enkele aspecten van de leefsituatie van de jonge Marrons in Paramaribo, die zich een weg proberen te banen naar ontwikkeling. With hekelt de minachting voor de Marrons door de stedelingen en stelt dat van saamhorigheid in Suriname geen sprake kan zijn als een deel van de zwarte bevolking het andere deel discrimineert. 
In 1975, het jaar van de Surinaamse onafhankelijkheid, vertrok With naar Nederland, waar hij in 1976 afstudeerde aan de  Pedagogische academie Jan van Nassau in Utrecht. In dat jaar begon hij met de studie psychologie aan de Rijksuniversiteit Utrecht. In 1982 studeerde hij af bij de vakgroep Persoonlijkheidsleer en Sociale Psychologie. 
In 1979 volgde publicatie van Land van harmonieuze kontrasten?. Daarin noemde With het (opnieuw) ontoelaatbaar dat de Marrons door hun 'rasgenoten' in Paramaribo gediscrimineerd werden. Hij was een fervent pleitbezorger voor de rechten van de Marrongemeenschap in Suriname. In 1986 publiceerde With zijn geruchtmakend werk Zwart racisme bestaat niet. In dit boek noemde hij Astrid Roemer "een hoer". De schrijfster daagde hem daarop voor het gerecht wegens belediging.
With was ook dichter en heeft vijf poëziebundels op zijn naam staan. Van 1992 t/m 1994 voerde hij het project Leerprestatiesverbetering door leesbevordering dat hij zelf ontwikkeld had, uit onder 385 Surinaamse en Antilliaanse kinderen uit groep 7 in Nederland. Het project, dat gefinancierd werd door het Ministerie van OC&W, was succesvol. In 2006 ontwikkelde hij het RIS-project (Reparatie Intellectuele Schade) dat in Suriname uitgevoerd werd onder kinderen van de zesde klas van scholen in het binnenland (district Brokopondo, Sipaliwini en Marowijne).
Eind 2023 werd hij benoemd tot Officier in de Ereorde van de Palm. With was toen al ernstig ziek en overleed een halfjaar later.